# آن لور کاسلو
آن لور کاسلو (انگلیسی: Anne-Laure Casseleux؛ زادهٔ ۱۳ ژانویهٔ ۱۹۸۴) بازیکن فوتبال اهل فرانسه است.
از باشگاه‌هایی که در آن بازی کرده‌است می‌توان به باشگاه فوتبال زنان المپیک لیون و مرکز آکادمی فوتبال کلیر فونتین اشاره کرد.
وی همچنین در تیم‌های ملی فوتبال France women's national under-19 football team و زنان فرانسه بازی کرده‌است.